# Carsten Clemens
Carsten Clemens (* 21. März 1979 in Hamburg) ist ein deutscher Schauspieler. Er ist hauptsächlich durch seine Rollen als Arzt Dr. Lukas Kant in Gute Zeiten, schlechte Zeiten und als Veit Hartmann in Alles was zählt bekannt. Letztere Hauptrolle hatte er von Mai 2015 bis 2016 inne.

## Karriere
Im Jahr 2000 begann Carsten Clemens seine Schauspielkarriere durch das Studium der darstellenden Kunst an der Universität Rostock für Musik und Theater. Er ist mit seiner Schauspielkollegin Barbara Sotelsek liiert, die ebenfalls bei Alles was zählt mitwirkte.

## Filmografie
- 2007: Sovia
- 2008: Hallo Robbie!
- 2012: Stille Nacht (Fernsehfilm)
- 2013: Heiter bis tödlich: Hauptstadtrevier
- 2014: Gute Zeiten, schlechte Zeiten[4]
- 2015–2016: Alles was zählt (Hauptrolle) (Soap) als Veit Hartmann[5]